# GEQ (小説)
『GEQ』（ジー・イー・キュー）は、柴田哲孝による日本の小説。「GEQ」は、「Great Earth Quake」（巨大地震）の略。
『野性時代』（角川書店）にて2009年1月号から2010年2月号まで連載された。
阪神・淡路大震災の裏にはある陰謀が隠されていたという内容で、フィクションの体裁を取っているが、主幹となるエピソードは全て報道されたことや著者が神戸で被災者から聞いたことに基づいている。実名の人物なども登場し、実名でない人物や団体、創作の事物にも全てモデルが存在する。帯の惹句は「事実を積み重ねれば、恐るべき“真実”となる」である。

## 執筆のエピソード
元々この作品は、ノンフィクションとして執筆しようと温めていた題材だったが、物証がないため断念し、ミッシングリンクの部分を創作で補った。
主人公を日系三世のアメリカ人にしたのは、公式発表を鵜呑みにしてしまう日本人では、自らに降りかかる危険を顧みずに真実を追求するジャーナリストという設定にリアリティが感じられないためである。
主人公のパートナーとなる女性・CHISATOにはモデルがおり、作者が本人にだけその事実を伝えているという。
デビュー作であるノンフィクション「下山事件 最後の証言」では“小説のようだ”と評され、続く「TENGU」では“ノンフィクションみたい”という声があったため、本作ではフィクションとノンフィクションのボーダーラインを意識せずに、物語の面白さを優先して書いた。

## あらすじ
フリージャーナリストのジョージ・松永の元に死んだ友人から届いた、「会いたい」旨が記されたメール。
送信者は死んだ友人・吉村武士の恋人だった女。女は、スマトラ島沖地震で死んだ吉村が残したメモを松永に託す。メモは、阪神・淡路大震災の関係者のリストだった。吉村の意志を継ぎ、震災のことを調べていく内に、数々の疑問が浮かび上がってくる。

## 登場人物

### 主な人物
ジョージ・松永
国際謀略を専門に扱うフリージャーナリスト。42歳。アメリカ国籍を持つ日系三世。震災当時は、UPI大阪支局の契約記者だった。後にニューヨーク支局に転属となる。911テロで恋人のキャシーを亡くし、テロの陰謀を暴いた「Confidential of 9.11」がCIAの圧力により出版停止・絶版回収に追い込まれ、フリージャーナリストに転身する。
CHISATO
ジャズシンガー。吉村とは恋人だった。吉村が残した名簿を松永に託し、共に調査を始める。
本名は樋口麻紀で、地震の被災者。地震で家族を喪い、どん底の生活を送った。現在も地震のPTSDに悩まされている。「千里」は地震で亡くなった姉の名前。
吉村武士
フリージャーナリスト。第一次湾岸戦争開戦直前、サウジアラビアの首都・リヤドで松永と知り合う。2004年12月末のスマトラ島沖地震で死亡したとされるが、遺体は見つかっていないため厳密には行方不明。
キャシー・ディキンソン
松永の恋人だった女性。モルガン・スタンレーで株のトレーダーをしていた。911テロで命を落とす。
ハリー・ミルズ
CIAのエージェント。核心に迫った松永の著者を絶版に追い込み、その後の活動を監視している。
サム・ラングフォード
松永の友人。イギリスの『ガーディアン』紙のアジア太平洋支局長。FCCJ（日本外国特派員協会）の理事でもある。
高岡陽二
参議院議員。かつて新党さきがけに所属していた。震災当日、地元選挙区である神戸市東灘区にある自宅に戻っており、復興にも尽力した。
ウィリアム・バーンズ
震災当時、欧米人約400人が船で阪神地区を脱出したと報じた、ワシントン・ポストのジャーナリスト。1997年に台北支局に、続いて2005年にニューデリー支局に転勤になり、10月、パキスタンのカシミール地方を取材中にパキスタン地震で死亡。
ミハイル・イヴァノヴィチ・ロストフ
元ソビエト科学アカデミーの地質学部門会員。人工地震の専門家。ソ連崩壊後、アメリカ合衆国の永住権を取得し、KBIの社員に。コードネームは「ホワイト・モウル」（白いモグラ）。
田代君照
KBIの社員。公安の人間を名乗り、震災に関係した不穏分子に忠告を発する。コードネームは「ロック・フィッシュ」。

### 阪神・淡路大震災関係者
年齢は地震発生当時のもの。
成村敏夫
49歳。大分-神戸間定期フェリー「クイーンダイヤモンド号」の船長。地震発生直前に、30ノット以上と思われる速さで、まるで地震から逃げるように去っていく船を目撃する。震災から約半年後、警視庁公安の田代という人物に、マスコミの取材を受けないよう要請される。
小島満伸
クイーンダイヤモンド号一等航海士。38歳。水面を飛び跳ねる無数の小魚、浮かび上がった鯛などを目撃する。
大野直彦
クイーンダイヤモンド号二等航海士。32歳。
宮口秀豊
レストラン「パスタポット」オーナーシェフ。35歳。震災当日、夜半から飼い犬のブルドッグが一晩中そわそわとし、なだめるために地震発生当時も起きていた。
野本義夫
帝産観光バス運転手。37歳。阪神高速道路が崩壊する直前でバスが停車し、乗客共々命からがら脱出した。
長井政伸
帝産観光バス運転手。33歳。野本の交代要員。
高橋喜三郎
66歳。国道43号線沿いのマンションの6階に妻と2人暮らし。白い閃光を目撃する。
川村直彦
新幹線の運転士。36歳。
坂井和人
日本アジア航空機長。41歳。ジャカルタでトラブルに見舞われ、離陸が15分ほど遅れたおかげで地震に巻き込まれずに済んだ。元航空自衛隊のパイロット。閃光を目撃する。
島村興一
日本アジア航空副操縦士。34歳。
大江則秀
阪急交通のタクシー乗務員。56歳。
中根里子
ホテルのフロントマネージャー。28歳。
山口恒男
44歳。妻子と高齢の両親と同居。地震で自宅の1階部分が完全に潰れ、1階で就寝していた両親が死亡する。
野崎カナエ
55歳。淡路島北淡町の住人。自宅が真っ二つに割れる。
石渡重定
兵庫県警警備部長。災害対策本部長。58歳。
滝澤正次
兵庫県警本部長。53歳。
野間元一
神戸市役所消防交通安全課防災係長。43歳。自衛隊の出動を決断しない知事らに苛立ちを隠せず、最終的にゴーサインを出した。
芦尾長司
兵庫県副知事。61歳。
中尾浩
自衛隊姫路駐屯地陸上自衛隊第三特科連隊所属。警備幹部三尉。46歳。地震発生後すぐに出動態勢を整え待機を命じる。いつまで経っても県から出動要請が出ない状況が理解出来ず、野間に迫った。
貝原俊民
兵庫県知事。61歳。自衛隊の出動要請を渋る。
村山富市
内閣総理大臣。70歳。社会党。対応の遅さが後に厳しく批判される。
ダン・セルゲニー
カリフォルニア大学地質学教授。54歳。「日米都市防災会議」出席のため、大阪府のヒルトンホテルに宿泊し、震災を身をもって経験した。
梨元和明
気象庁OB。61歳。定年後も趣味で地震の観測を続け、離れに震度計や解析コンピューターを備え付けた。95年8月に自宅火災で死亡。
久間康裕
大津エアサービス社長。44歳。震災後しばらく経って事務所が火事に遭い、関係書類が全て消失してしまう。
樋口麻紀
家族全員が家屋の下敷きとなる。倒壊した家屋に放火して回る不気味な男を目撃する。